# Iobenguane
L'iobenguane, connu aussi sous le nom de méta-iodobenzylguanidine, mIBG ou encore MIBG (nom commercial Adreview) est un composé radiopharmaceutique. C'est une molécule analogue à la noradrénaline qui est radiomarquée.

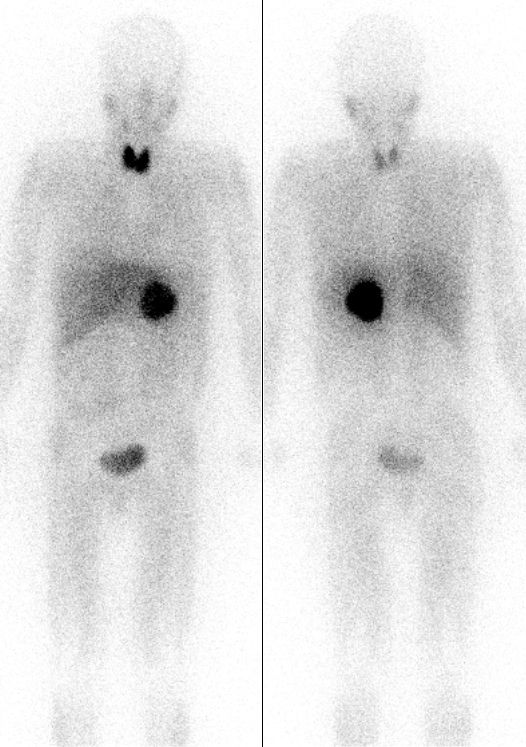
Phéochromocytome (tache noire circulaire au centre du corps) vu par scintigraphie MIBG de face (gauche) et de dos (droite). Les radiations proviennent du MIGB porteur d'iode radioactif; on observe également une radiation parasite de ce produit dans la thyroïde (près du cou) et dans la vessie.

Le radioisotope de l'iode utilisé pour le marquage de la molécule peut être soit de l'iode 123 (pour un usage en imagerie uniquement), soit de l'iode 131 (utilisé pour détruire des cellules tumorales, mais aussi en imagerie, surtout en Europe).
Il s'accumule dans les tissus adrénergiques et peut ainsi servir à localiser les tumeurs, telles que les phéochromocytomes et les neuroblastomes. Les molécules à l'iode 131 peuvent aussi servir à détruire les cellules tumorales qui absorbent et métabolisent la noradrénaline.

## Protection de la thyroïde durant le traitement
La saturation de la thyroïde par ingestion d'iodure de potassium est recommandée lors d'un scintigraphie iobenguane/mIBG. Ceci empêche — ou du moins limite fortement — l'iode radioactif d'être métabolisé en iodure, puis absorbé par la thyroïde où il représente, en particulier dans le cas de l'iode 131, un risque cancérigène.
Toutes les sources ne sont pas d'accord sur la durée nécessaire de « blocage » de la thyroïde, cependant on peut observer un consensus sur la nécessité de ce blocage à la fois pour les applications en scintigraphie et thérapeutiques de l'iobenguane.
La Food and Drug Administration et l'Association européenne de médecine nucléaire  recommandent les doses normales d'iodure de potassium dans le cas d'utilisation d'iobenguanes suivantes :
- pour les enfants de moins d'1 mois 16 mg ;
- pour les enfants d'1 mois à 3 ans, 32 mg ;
- pour les enfants de 3 à 13 ans (AEMN) ou 18 ans (FDA), 65 mg ;
- pour les patients de plus de 13 ans (AEMN) ou les adultes (FDA) 130 mg.

mais les deux agences ne sont pas d'accord sur la durée du traitement. La FDA, pour l'iobenguane disponible dans le commerce marqué à l'iode 123, recommande l'administration d'iodure de potassium une heure avec l'administration du composé radiopharmaceutique, quel que soit l'âge, alors que l'Association européenne de médecine nucléaire recommande (aussi bien pour l'iobenguane marqué avec de l'iode 123 que de l'iode 131) l'administration d'iodure de potassium un jour avant l'administration du composé radiopharmaceutique et de continuer un jour après celle-ci, à l'exception des nouveau-nés qui eux ne doivent recevoir de l'iodure de potassium le jour précédent.
Aux États-Unis, les notices de l'iobenguane à l'iode 131 utilisé pour diagnostic recommandent l'administration d'iodure de potassium un jour avant l'injection, et de continuer 5 à 7 jours après celle-ci, le demi-vie de cet isotope étant plus longue, et le danger qu'elle représente pour la thyroïde plus élevé. L'iobenguane à l'iode 131 pour usage thérapeutique nécessite une autre posologie, à savoir commencer l'administration 24 à 48 heures avant l'injection d'iobenguane et de continuer 10–15 jours après celle-ci.